# Lokalne volitve v Sloveniji 2014
Lokalne volitve 2014 so bile volitve županov občin ter članov občinskih svetov, članov v svetih četrtnih, krajevnih in vaških skupnosti. Potekale so 5. oktobra 2014. Volitve so prvič potekale v Občini Ankaran. Drugi krog volitev je potekal 19. oktobra 2014.

## Predhodno dogajanje
23. junija 2014 je predsednik Državnega zbora Republike Slovenije Janko Veber razpisal lokalne volitve ter volitve v občinske svete narodnih skupnosti italijanske oz. madžarske narodnosti za 5. oktober istega leta, pri čemer so se volilna opravila pričela izvajati 21. julija. 

## Volilna udeležba
Na prvem krogu volitev je glasovalo 775.116 volivcev od skupno 1.713.972 volilnih upravičencev, s čimer je bila volilna udeležba 45,22-odstotna. V drugem krogu je bila volilna udeležba 43,62-odstotna.
|                                  | Prvi krog | Drugi krog |
| -------------------------------- | --------- | ---------- |
| Št. volilnih upravičencev        | 1.713.972 | 529.050    |
| Št. volivcev                     | 775.116   | 230.782    |
| Volilna udeležba (skupaj)        | 45,22 %   | 43,62 %    |
| Volilna udeležba (mestne občine) | 39,36 %   | 36,12 %    |

## Rezultati

### Prvi krog
Prikazana sta le po dva kandidata po občini. Za občine, kjer je kandidiralo več kandidatov, sta prikazana dva vodilna kandidata glede na število glasov. S krepkim tiskom so označeni kandidati, ki so postali župani v prvem krogu volitev.

### Mestne občine
| Mestna občina  | Vodilni kandidat    | Predlagatelj                                    | Odstotek glasov |
| -------------- | ------------------- | ----------------------------------------------- | --------------- |
| Celje          | Bojan Šrot          | SLS                                             | 68,86 %         |
| Celje          | Urban Golež         | SMC                                             | 12,46 %         |
| Koper          | Boris Popovič       | KPJ                                             | 52,77 %         |
| Koper          | Aleš Bržan          | SMC                                             | 24,48 %         |
| Kranj          | Boštjan Trilar      | VZK – Več za Kranj                              | 38,85 %         |
| Kranj          | Mohor Bogataj       | SZNKS – Stranka za napredek krajevnih skupnosti | 33,62 %         |
| Ljubljana      | Zoran Janković      | skupina volivcev                                | 57,53 %         |
| Ljubljana      | Damjan Damjanovič   | skupina volivcev                                | 23,15 %         |
| Maribor        | Andrej Fištravec    | skupina volivcev                                | 40,83 %         |
| Maribor        | Franc Kangler       | Županova lista                                  | 17,72 %         |
| Murska Sobota  | Anton Štihec        | NSi, SDS, skupina volivcev                      | 43,41 %         |
| Murska Sobota  | Aleksander Jevšek   | SD                                              | 35,04 %         |
| Nova Gorica    | Matej Arčon         | skupina volivcev                                | 44,69 %         |
| Nova Gorica    | Luka Manojlović     | skupina volivcev                                | 15,89 %         |
| Novo mesto     | Milena Kramar Zupan | SD, ZzD, SLS                                    | 21,29 %         |
| Novo mesto     | Gregor Macedoni     | skupina volivcev                                | 19,78 %         |
| Ptuj           | Miran Senčar        | skupina volivcev, Lista Mirana Senčarja za Ptuj | 31,74 %         |
| Ptuj           | Štefan Čelan        | skupina volivcev                                | 31,73 %         |
| Slovenj Gradec | Andrej Čas          | skupina volivcev                                | 66,61 %         |
| Slovenj Gradec | Matjaž Zanoškar     | skupina volivcev                                | 33,39 %         |
| Velenje        | Bojan Kontič        | SD, Občinska organizacija Velenje – KONVENCIJA  | 68,04 %         |
| Velenje        | Anton De Costa      | SDS                                             | 12,25 %         |

| Mestna občina | Vodilni kandidat    | Predlagatelj                                    | Odstotek glasov |
| ------------- | ------------------- | ----------------------------------------------- | --------------- |
| Kranj         | Boštjan Trilar      | VZK – Več za Kranj                              | 54,99 %         |
| Kranj         | Mohor Bogataj       | SZNKS – Stranka za napredek krajevnih skupnosti | 45,01 %         |
| Maribor       | Andrej Fištravec    | skupina volivcev                                | 74,54 %         |
| Maribor       | Franc Kangler       | Županova lista                                  | 25,46 %         |
| Murska Sobota | Aleksander Jevšek   | SD                                              | 54,03 %         |
| Murska Sobota | Anton Štihec        | NSi, SDS, skupina volivcev                      | 45,97 %         |
| Nova Gorica   | Matej Arčon         | skupina volivcev                                | 68,96 %         |
| Nova Gorica   | Luka Manojlović     | skupina volivcev                                | 31,04 %         |
| Novo mesto    | Gregor Macedoni     | skupina volivcev                                | 59,45 %         |
| Novo mesto    | Milena Kramar Zupan | SD, ZzD, SLS                                    | 40,55 %         |
| Ptuj          | Miran Senčar        | skupina volivcev, Lista Mirana Senčarja za Ptuj | 55,14 %         |
| Ptuj          | Štefan Čelan        | skupina volivcev                                | 44,86 %         |